# Chergui
Chergui (em árabe: شرقية; romaniz.: šarqīa) é o nome dado em Marrocos ao vento quente proveniente do deserto do Saara. A palavra árabe significa "vindo do leste", porque é originado a leste da cordilheira do Atlas, embora também sopre de sudeste. O vento, considerado uma forma de siroco, passa por cima das montanhas do Atlas e desce para as planícies costeiras, em direção ao Oceano Atlântico completamente seco.
É mais frequente em julho e agosto; é persistente, muito seco e poeirento, quente no verão e frio no inverno. No verão pode tornar a vida quase impossível; levanta muita poeira e forma névoa muito rapidamente. A leste do Saara, as rajadas fortes numa espécie de mar agitado coberto de montículos de areia e mantendo a temperatura acima de 40ºC durante dias a fio.
À semelhança do siroco do Mediterrâneo, é mais forte durante os 40 a 50 dias a seguir aos solstício de verão, um período conhecido como Smam ou Simoom. 